# Existencialismo

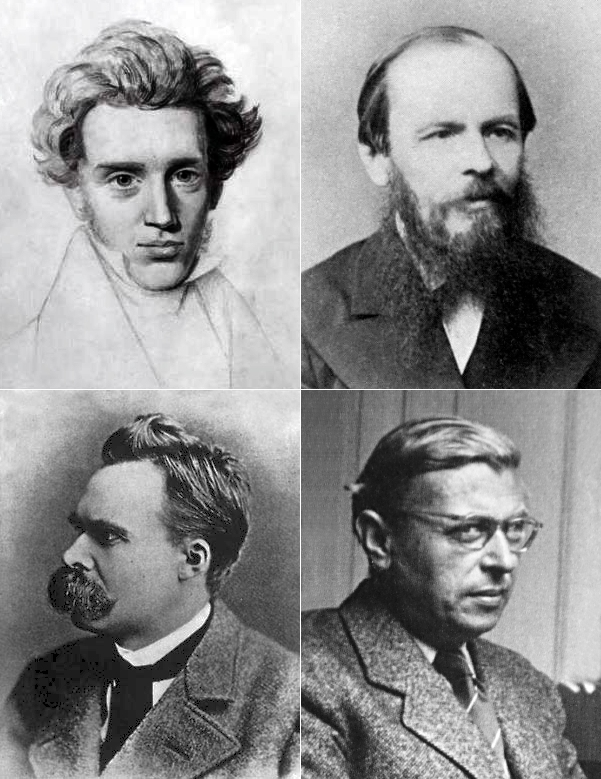
En el sentido de las agujas del reloj desde la parte superior izquierda: Søren Kierkegaard, Fiódor Dostoievski, Friedrich Nietzsche,Jean-Paul Sartre.

El existencialismo es una corriente filosófica y, posteriormente, una vanguardia literaria orientada alrededor de la propia existencia humana a través del análisis de la condición humana, la libertad, la responsabilidad individual, las emociones, así como el significado de la vida. Sostiene que la existencia precede a la esencia y que la realidad es anterior al pensamiento y la voluntad a la inteligencia. Plantea que el punto de partida del pensamiento filosófico debe ser el individuo y las experiencias subjetivas fenomenológicas, así como la angustia existencial que genera la aparente absurdidad del mundo. Sobre esta base, los existencialistas sostienen que la combinación del pensamiento moral y el pensamiento científico son insuficientes para entender la existencia humana, por lo tanto es necesario un conjunto adicional de categorías, gobernadas por la norma de autenticidad. Una virtud primordial en el pensamiento existencialista es la autenticidad. El existencialismo influiría en muchas disciplinas fuera de la filosofía, incluyendo la teología, el teatro, el arte, la literatura y la psicología. Kierkegaard (fundador de esta corriente) y Nietzsche sentaron las bases de la filosofía existencialista.
No se trata de una escuela filosófica homogénea o unificada ni tampoco una sistematizada y sus seguidores se caracterizan principalmente por sus reacciones contra la filosofía tradicional. Se consideran tres tipos de «escuelas» filosóficas existencialistas: 
- Existencialismo cristiano: Blaise Pascal y Fiódor Dostoyevski como «precursores» y Søren Kierkegaard, León Chestov y Gabriel Marcel ya como «existencialistas».
- Existencialismo agnóstico: Karl Jaspers y Albert Camus.
- Existencialismo ateo: Friedrich Nietzsche, Martín Heidegger, Jean-Paul Sartre y Simone de Beauvoir.

En la literatura destacan el escritor realista Dostoyevski (considerado un precursor del movimiento), Hermann Hesse, Franz Kafka, Rainer Maria Rilke, Dino Buzzati, Thomas Mann, Cèline, Stanisław Lem, Albert Camus, la literatura del absurdo y Emil Cioran. En la literatura en lengua castellana destacaron Miguel de Unamuno (adherido al existencialismo cristiano), Juan Carlos Onetti y Ernesto Sabato con su novela El túnel, que fue admirada por Mann y Camus.
El existencialismo tuvo su origen en el siglo XIX y su desarrollo principal se prolongó aproximadamente hasta la segunda mitad del siglo XX

## Concepto
Nunca existió un acuerdo general sobre la definición de existencialismo. El término a menudo es visto como una conveniencia histórica que fue inventada para describir a muchos filósofos, en retrospectiva, mucho después de haber muerto. De hecho, aunque generalmente se considera que el existencialismo se originó con la obra de Kierkegaard, fue Jean-Paul Sartre el primer filósofo prominente en adoptar el término para describir su propia filosofía. Sartre propone la idea de que «todos los existencialistas tienen en común la doctrina fundamental de que la existencia precede a la esencia», lo que significa que la consideración más importante para la persona es el hecho de ser un ser consciente que actúa de forma independiente y responsable: «la existencia», en lugar de ser etiquetado con roles, estereotipos, definiciones u otras categorías preconcebidas que se ajustan al individuo, «la esencia». La vida real de la persona es (lo que constituye) lo que podría llamarse su «verdadera esencia» en lugar de estar allí atribuido a una esencia arbitraria que otros utilicen para definirla.
Según el filósofo Steven Crowell, definir el existencialismo ha sido relativamente difícil, y argumenta que se comprende mejor como un enfoque general que se utiliza para rechazar ciertas filosofías sistemáticas y no como una filosofía sistemática en sí.
Uno de sus postulados fundamentales es que en el ser humano «la existencia precede a la esencia» (Sartre), es decir, que no hay una naturaleza humana que determine a los individuos, sino que son sus actos los que determinan quiénes son, así como el significado de sus vidas. El existencialismo defiende que el individuo es libre y totalmente responsable de sus actos. Esto incita en el ser humano la creación de una ética de la responsabilidad individual, apartada de cualquier sistema de creencias externo a él.
En líneas generales el existencialismo busca una ética que supere a los moralismos y prejuicios; esto, al observador neófito puede resultarle contradictorio, ya que la ética buscada por el existencialismo es una ética universal y válida para todos los seres humanos, que muchas veces no coincide con los postulados de las diversas morales particulares de cada una de las culturas preexistentes.

## Historia
Algunos consideran que el existencialismo en sí atraviesa toda la historia de la humanidad (por ejemplo, en la sumeria Epopeya de Gilgamesh se encuentran planteamientos llenos de angustia, esperanza, duelo, melancolía, anhelos de eternidad, que luego reiterará siempre el existencialismo), ya que sus temas son los capitales de cada ser humano y de todo el conjunto de la humanidad.
El existencialismo tiene sus antecedentes en el siglo XIX en el pensamiento de Søren Kierkegaard y Friedrich Nietzsche. También, aunque menos directamente, en el pesimismo de Arthur Schopenhauer, así como en las novelas de Fiódor Dostoyevski. En el siglo XX, entre los filósofos más representativos del existencialismo se encuentran Lev Shestov, Martin Heidegger, Karl Jaspers, Jean-Paul Sartre, Miguel de Unamuno, Simone de Beauvoir, Gabriel Marcel y Albert Camus.
Sin embargo el existencialismo adquiere su nombre en el siglo XX y, particularmente, tras las experiencias terriblemente traumáticas que vivió la humanidad durante la Primera Guerra Mundial y la Segunda Guerra Mundial. Durante estos dos conflictos (que podrían ser calificados por una parte como casos extremos de la estupidez que puede tener la humanidad y por la otra —concordando con Hannah Arendt— como las formas en las que la violencia humana llega a su apogeo con la banalización del mal) surgieron los pensadores que luego se preguntaron ¿qué sentido tiene la vida?, ¿para o por qué existe el ser? y ¿existe la libertad total?

### Desarrollo en elsigloXX
El existencialismo nace como una reacción frente a las tradiciones filosóficas imperantes, tales como el racionalismo o el empirismo, que buscan descubrir un orden legítimo dentro de la estructura del mundo observable, en donde se pueda obtener el significado universal de las cosas. Entre los años 1940 y 1950, existencialistas franceses como Jean-Paul Sartre, Albert Camus y Simone de Beauvoir dieron a conocer escritos académicos o de ficción que popularizaron temas existenciales del tipo de la libertad, la nada, el absurdo, entre otros. Walter Kaufmann describió el existencialismo como «el rechazo a pertenecer a cualquier escuela de pensamiento, el repudiar la adecuación a cualquier cuerpo de creencias, y especialmente las sistemáticas, y una marcada insatisfacción hacia la filosofía tradicional, la cual tacha de superficial, académica y alejada de la vida».
Al existencialismo se le ha atribuido un carácter vivencial, ligado a los dilemas, estragos, contradicciones y la estupidez humana. Esta corriente filosófica discute y propone soluciones a los problemas más propiamente inherentes a la condición humana, como el absurdo de vivir, la significancia e insignificancia del ser, el dilema en las guerras, el eterno tema del tiempo, la libertad, ya sea física o metafísica, la relación dios-hombre, el ateísmo, la naturaleza del hombre, la vida y la muerte. El existencialismo busca revelar lo que rodea a la humanidad, haciendo una descripción minuciosa del medio material y abstracto en el que se desenvuelve el individuo (existente) para que este obtenga una comprensión propia y pueda dar sentido o encontrar una justificación para su existencia. Esta filosofía, a pesar de los ataques provenientes con mayor intensidad de la religiosidad cristiana del siglo XX, busca una justificación para la existencia humana.
El existencialismo, de acuerdo a Jean-Paul Sartre, afirma que en la naturaleza humana la existencia precede a la esencia (lo que para algunos es un ataque a los dogmas religiosos), pensamiento iniciado por Aristóteles, concretado por Hegel (Fenomenología del espíritu: «Si es cierto que el embrión es en sí un ser humano, no lo es, sin embargo, para sí; para sí el ser humano solo lo es en cuanto a razón cultivada que se ha hecho a sí misma lo que es en sí»). En esto y solamente en esto reside su ('realidad'), y proseguido en Sartre, quien indica que los seres humanos primero existimos y luego adquirimos esencia; es decir, solo existimos y, mientras vivimos, vamos aprendiendo de los demás humanos que han inventado cosas abstractas; desde Dios hasta la existencia de una esencia humana previa, el humano, entiende Sartre, se libera en cuanto se realiza libremente y esa es su esencia, su esencia parte desde sí, para sí.

### Evolución en elsigloXXI
El trabajo de Sorin Cerin es una continuación del movimiento existencialista en el siglo XXI,  donde se pueden notar las influencias de los precursores del existencialismo de los siglos XIX y XX, como Jean-Paul Sartre, Gabriel Marcel o Søren Kierkegaard, o incluso el Eclesiastés bíblico. Cerin  reconfigura el existencialismo del presente, aunque se creía hasta entonces, que se agotó el existencialismo. El vocabulario de la poesía existencialista universal, fácilmente reconocible, ahora se redistribuye, en otro tema, lo que da lugar a combinaciones sorprendentemente nuevas, algunas atrevidas, o terriblemente duras, como las que apuntan a la iglesia, tienen influencia de la paradójica mezcla de desesperación y energía de los ensayos de Emil Cioran, donde Cerin redefine al ser humano como proyecto existencialista.Además, esta forma de existencialismo estaría hermanada con la fenomenología, el racionalismo y el trascendentalismo.

### Tres escuelas de existencialismo
En términos de la existencia e importancia de Dios, hay tres escuelas de pensamiento existencialista: el existencialismo ateo (representado por Sartre), el existencialismo cristiano (Kierkegaard, Dostoievski, Unamuno o Gabriel Marcel) y el agnóstico (Camus). Esta última propone que la existencia o la inexistencia de Dios es una cuestión irrelevante para la existencia humana: Dios puede o no existir; el problema, tan solo por tener una idea firme, no soluciona los problemas metafísicos del hombre.
Heidegger se distancia expresamente de Sartre en su Carta sobre el humanismo. Buytendijk, psicólogo cercano a Heidegger, admite ser existencialista. Merleau-Ponty es un gran representante de la corriente, aunque manteniendo más nexos con la fenomenología de Husserl. Martin Buber, por su parte, representa a una corriente de existencialismo judío muy influida por el hasidismo. Mientras que Gabriel Marcel y Jacques Maritain son encuadrables en un «existencialismo cristiano» no tanto de línea kierkegaardiana sino más bien jasperiana/mounierista (filosofía de la existencia y personalismo).

## Pensadores (relación en orden alfabético)

### Dostoyevski
Uno de los antecedentes importantes del existencialismo es el novelista ruso Fiódor Dostoyevski. En muchas de sus llamadas “novelas de ideas”, Dostoyevski presenta imágenes de gente en situaciones extremas, en un mundo carente de valores y en el que esta gente tiene que decidir cómo actuar sin más guía que su propia conciencia. Tal vez una de sus obras más emblemáticas en este sentido sea Memorias del subsuelo. Ahí Dostoyevski es escéptico acerca del poder de la razón para guiar al lector en la vida, su posición es de rebelión en contra del racionalismo.
En novelas como Crimen y castigo, Los endemoniados, Los hermanos Karamázov y El idiota confluyen algunos temas recurrentes en las obras de Dostoievski que incluyen el suicidio, la destrucción de los valores familiares, el renacimiento espiritual a través del sufrimiento (uno de los puntos capitales), el rechazo a Occidente y la afirmación de la ortodoxia rusa y el zarismo.

### Kierkegaard

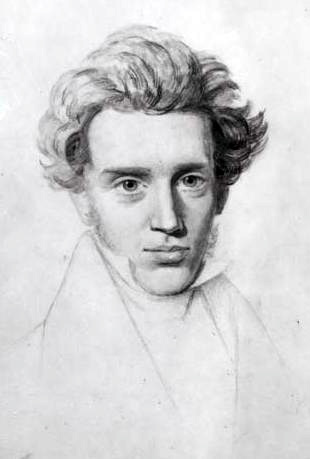
El filósofo danés Søren Kierkegaard cuya influencia fue primordial para el desarrollo del existencialismo

El antecedente más importante del existencialismo fue el filósofo danés Søren Kierkegaard (1813-1855). Kierkegaard es considerado por muchos como el primer filósofo existencialista en la historia de la filosofía. De hecho, él inventó el término “existencialista” (aunque parece no haberlo usado para referirse a sí mismo). Hay tres rasgos que hacen que lo podamos considerar un filósofo existencialista: 1) su individualismo moral; 2) su subjetivismo moral; 3) su idea de angustia.
En contra de la tradición filosófica, que sostiene que el bien ético más alto es el mismo para todos, Kierkegaard afirmaba que el bien más alto para el individuo es encontrar su propia vocación. Él decía: “Debo encontrar una verdad que sea verdadera para mí... la idea por la que pueda vivir o morir”. La idea que está detrás es que uno debe escoger su propio camino sin la ayuda de normas o criterios universales u objetivos. Se ha llamado a esta posición 'individualismo moral'. En contra de la posición tradicional de que el juicio moral involucra (o debe involucrar) una norma objetiva de corrección o incorrección, Kierkegaard sostiene que no se puede encontrar una base objetiva o racional en las decisiones morales. La única base de una filosofía con significado es el “individuo existente” (“situado”, podríamos añadir); la filosofía no tiene que ver con una contemplación imparcial (objetiva) del mundo ni con descifrar la “verdad”. Para él, verdad y experiencia están ligadas y hay que abandonar la idea de que la filosofía es una especie de ciencia exacta y pura.
Posteriormente los existencialistas seguirían a Kierkegaard al enfatizar la importancia de la acción individual al decidir sobre asuntos de moralidad y de verdad. La experiencia personal y el actuar de acuerdo con convicciones propias es esencial para llegar a la verdad. El entendimiento que de una situación tiene el agente involucrado es superior al de un observador desinteresado. Los existencialistas pondrán énfasis en la perspectiva subjetiva (lo que permite que podamos llamarlos, en cierto sentido, subjetivistas). Esto hace que sean filósofos asistemáticos. Se oponen a la existencia de principios racionales, objetivos y universalmente válidos (como los que proponía Kant). En cierto sentido los existencialistas, a partir de Kierkegaard, son “irracionalistas”, no porque nieguen el papel del pensamiento racional sino porque creen que las cosas más importantes de la vida no son accesibles a la razón o a la ciencia.

### Martin Heidegger
El alemán Heidegger rechazó que su pensamiento fuera catalogado como existencialista. El equívoco provendría, según los estudiosos, de la lectura e interpretación del primer gran tratado del filósofo, Ser y tiempo. En verdad, allí se plantea que el objetivo de la obra es la búsqueda del «sentido del ser» —olvidado por la filosofía desde sus comienzos— ya desde los primeros párrafos, lo cual con propiedad no permitiría entender el trabajo —como expresa el autor— como «existencialista»; pero Heidegger, tras esa especie de anuncio programático entiende que es previa a la buscada ontología o dilucidación del ser, una "ontología fundamental" y al consagrarse a ella con método fenomenológico, se dedica a un análisis descriptivo pormenorizado y excluyente de la existencia humana o Dasein, con una hondura y una originalidad inéditas en la historia del pensamiento occidental, siguiendo el método fenomenológico de quien fuera su maestro Edmund Husserl. Con posterioridad el resto de su obra, que seguirá al primer tratado mencionado, publicado en 1927, se ocupará de otros asuntos en los que ya no se transparenta la temática "existencial". Esta aparente ruptura con el hilo conductor de su primer pensamiento será un hiato en su discurso que el filósofo no aceptará nunca como tal... Pero muchos críticos la denominarán: el segundo Heidegger y da como toda respuesta filosófica final (literalmente) "el silencio".
La característica principal del existencialismo es la atención que presta a la existencia concreta, individual y única del hombre, por lo tanto, el rechazo de la mera especulación abstracta y universal. El tema central de su reflexión es precisamente la existencia del ser humano, en términos de estar fuera (a saber, en el mundo), de vivencia, y en especial de pathos o en todo caso el temple del ánimo. En expresión de Heidegger: «el-ser-en-el-mundo».
Heidegger, en efecto, se caracteriza, según algunos, por su firme pesimismo: considera al ser humano como yecto (arrojado) en el mundo; el Dasein se encuentra arrojado a una existencia que le ha sido impuesta, abandonado a la angustia que le revela su mundanidad, el hecho de que puede ser en el mundo y que, por consiguiente, ha de morir. Sartre, siguiendo a Heidegger, también dista de caracterizarse por un estilo y discurso optimistas; plantea, igualmente, un ser humano no tan solo como yecto, sino como pro-yecto: un proyecto en situación. No obstante, estas posturas no tienen que comprenderse necesariamente como pesimistas. Para Sartre la angustia de un alma consciente de encontrarse condenada a ser libre, significa tener en cada instante de la vida la absoluta responsabilidad de renovarse, y de este punto parte Gabriel Marcel para sustentar una perspectiva optimista, que le lleva a superar cualquier oposición entre el hombre y Dios, en contradicción con la concepción atea de Sartre.

### Marcel
Gabriel Marcel en su primer libro, Journal Metaphysique (Diario metafísico), abogaba por una filosofía de lo concreto que reconociera que la encarnación del sujeto en un cuerpo y la situación histórica del individuo condicionan en esencia «lo que se es en realidad». Marcel es, como Maritain, uno de los "existencialistas cristianos franceses".
Gabriel Marcel distinguió la que llamó "reflexión primaria", que tiene que ver con los objetos y las abstracciones. Esta reflexión alcanza su forma más elevada en la ciencia y la tecnología. Para Marcel la "reflexión secundaria" —usada por él como método— se ocupa de aquellos aspectos de la existencia humana, como el cuerpo y la situación de cada persona, en los que se participa de forma tan completa que el individuo no puede abstraerse de los mismos. Asimismo, la reflexión secundaria contempla los misterios y proporciona una especie de verdad (filosófica, moral y religiosa) que no puede ser verificada mediante procedimientos científicos, pero que es confirmada mientras ilumina la vida de cada uno.
Marcel, a diferencia de otros existencialistas, hizo hincapié en la participación en una comunidad en vez de denunciar el ontológico aislamiento humano. No solo expresó estas ideas en sus libros sino también en sus obras de teatro, que presentaban situaciones complejas donde las personas se veían atrapadas y conducidas hacia la soledad y la desesperación, o bien establecían una relación satisfactoria con las demás personas y con Dios.
En cuanto a la familia, Marcel tras reflexionar en su experiencia de la temprana muerte de su madre, afirmaba que la institución familiar era una especie de símbolo de una realidad personal "mucho más rica y profunda donde el amor recíproco y la mutua donación son la base o fundamento" (es evidente que la teoría del mutuo don en el pensamiento de Gabriel Marcel fue inspirada por la teoría antropológica del mismo nombre propuesta por Marcel Mauss). En ese mundo, el niño ve un refugio de recuerdos felices donde vuelve cada vez que hace falta. En el caso de los que morían, hacía notar al mismo tiempo su lejanía (ya no están) y su cercanía (la nostalgia).
Como se ha mencionado, sus textos reflejan tanto sus estudios de filósofos y corrientes de pensamiento, —escritos eso sí a modo de diario— como sus experiencias personales. Así la segunda parte del "Diario de metafísica" trata de su experiencia de la guerra y evoca su idea de la trascendencia de la existencia encarnada por medio de un análisis fenomenológico propio.
Esta metodología fue desarrollada ulteriormente cuando oponía la «fenomenología del tener» a la «fenomenología del ser» que lo pone en las puertas de la metafísica.
Siendo Marcel defensor de los golpistas sublevados (franquistas) contra la República durante la guerra civil española, fue que el anarquista Albert Camus polemizó con él en varias cartas públicas donde denunció las contradicciones éticas de su reflexión filosófica humanista. Aunque adscrito al existencialismo, Gabriel Marcel es considerado uno de los pensadores menos existencialistas.

### Ortega y Gasset
José Ortega y Gasset construye una teoría propia, a la que llamará raciovitalismo, que se opone al existencialismo anti-racionalista. Su pensamiento es considerado por muchos distinto y hasta opuesto al existencialismo en especial al pesimista. Influido, como su condiscípulo Heidegger, por el que fuera maestro de ambos, Husserl, resumió su filosofía en la tesis Yo soy yo y mi circunstancia; consideró que la vida es la realidad radical, la relación entre el yo y las circunstancias, el ámbito en el que se hace presente todo, es el experimentar la realidad, un conjunto de vivencias (en alemán Erlebnisse) en las que cada uno se relaciona con el mundo; la intuición es la vivencia en la que está presente la evidencia y es sobre las evidencias que descansa nuestro conocimiento. "La vida es una actividad que se ejecuta hacia adelante, y el presente o el pasado se descubren después, en relación con ese futuro. La vida es futurización, es lo que aún no es”. Ortega y Gasset es junto a Miguel de Unamuno el máximo exponente del existencialismo en idioma español del siglo XX. Las teorías de Ortega y Gasset en cierto momento se hacen paralelas al existencialismo propiamente dicho, por ejemplo cuando considera una pantonomía del Universo.

### Jean-Paul Sartre
Los detractores de Sartre le calificaron de «filósofo decimonónico» a lo cual Sartre respondió (fines de los años 1970) «es cierto, porque lo de ahora no es verdadera filosofía»; por otra parte Sartre definió concretamente su existencialismo como un humanismo, refutando a quienes le tacharon de nihilista.
Es prácticamente imposible resumir en pocas líneas el existencialismo sartreano porque está relacionado con otros ismos de su época y de todos los tiempos.
Durante su vida Sartre fue especialmente atacado por quienes lo denostaban de ateo y materialista, queriendo presentarle como un "amoral", sin embargo de todos los pensadores existencialistas es quizás el más moralista o, mejor dicho, el más eticista.
En el primer Sartre, como en el primer Heidegger, el ser humano es un ser para la nada, y por esto con una existencia absurda que debe vivir el momento, pero muy pronto hace una inversión copernicana en relación con los criterios que hasta entonces utilizaba la filosofía: en las cosas la esencia ni siquiera precede a la existencia, la "esencia de un objeto es su misma existencia"; en cambio en el ser humano la existencia precede a la esencia, será el yo de cada humano con sus transcendencias el que le dará sentido a la existencia humana. Por otra parte rechaza en El ser y la nada el nihilismo de Heidegger: la nada es algo "irrealizante": es la destrucción de lo ya dado para crear nuevas realidades; ante esto cada ser humano tiene un compromiso existencial con el prójimo y, aunque parezca contradictorio e incluso aporético, el compromiso existencial debe lograr la libertad de todos y cada uno de los seres humanos, de otro modo la existencia humana carece de sentido. En uno de sus apotegmas dice con aparente paradoja que "nunca se es más libre que cuando se está privado de la libertad" porque —si se tiene consciencia (si no se está alienado), de la situación— es cuando se tiene consciencia de la —siempre con aparente paradoja— necesidad (o Ananké) de la libertad. Los seres humanos, entiende Sartre, son un ser en situación todavía en una Sociedad condicionada y arte,sin embargo su destino es "de dioses" (es decir de ser libres; la frase de Sartre no debe ser tomada literalmente como un postulado metafísico). Otro de los célebres apotegmas de Sartre es: "[los seres humanos] estamos condenados a la libertad". Los vaivenes del sartrismo resultan interesantes al encontrarse en ellos implícitas antinomias: la esencia de lo humano es la libertad pero (esto se observa en la Polémica Merleau-Ponty-Sartre) "el infierno es la mirada del otro", porque cuando el otro mira a cada otro que no es él (para decirlo más sencillamente: cuando una persona observa o considera a otra) lo objetiviza, lo objeta y lo tiende a hacer objeto.
En sus últimos años (y en esto puede hablarse de un segundo Sartre), tras intentar un psicoanálisis existencial que negaba lo inconsciente freudiano por ser de "cuño irracionalista alemán" y en lugar de lo inconsciente trataba de imponer la noción de mala fe ante la cual cada humano debía asumir su compromiso existencial, el mismo Sartre se dio cuenta, y lo reconoció en Sartre por él mismo y en el El existencialismo es un humanismo, que se había equivocado al rechazar de plano lo inconsciente (que Nietzsche llamaba Das Es [Lo ello] y Freud, como Schopenhauer, Das Unbewußt). Esta recapacitación le hizo decir a Sartre: «Como diría Lacan el humano es có$mico» (nótese que aquí Sartre usa el símbolo lacaniano para el sujeto escindido o sujeto clivado, no solo con el uso lacaniano sino probablemente también con una ironía al sugerir que el ser humano está dominado por el dinero) de este modo sin negar el compromiso existencial en pos de la libertad humana es que Sartre admitía como epílogo de su obra que no todo depende de la voluntad consciente de cada sujeto, aunque mantuvo que el esfuerzo humano en pos de la libertad es de todos modos posible.
Durante décadas (desde finales de los 1940 hasta principios de los 1980) para la “opinión pública”  el existencialismo era presentado casi exclusivamente como sartrismo.

### Shestov
Lev Isaákovich Shestov, (Лев Исаа́кович Шесто́в ) —en español se le conoce como León Chestov— (Kiev 1866-París 1938), fue un filósofo existencialista ruso.
Nacido Lev Isaakovich Schwarzmann y de familia judía, Shestov es considerado el máximo exponente del existencialismo en Rusia; estudió en Moscú y luego vivió en San Petersburgo, hasta la Revolución rusa, después de la cual se exiliaría en Francia hasta su muerte.
Su filosofía se inspiraba en Friedrich Nietzsche en lo que se refiere al anarquismo, pero también tuvo la influencia del significado religioso de Søren Kierkegaard y Blaise Pascal. Estas influencias lo condujeron a investigar la historia filosófica occidental en los planteamientos críticos de los enfrentamientos entre Fe y Razón (relación Jerusalén-Atenas) con los máximos exponentes de la filosofía y de la literatura, para así concluir que la primera tiene primacía sobre la segunda en cuanto a la solución de los problemas trascendentales del hombre.
Dicho planteamiento consiste en una crítica al racionalismo tanto secular como religioso, del cual argumenta que la razón y el saber están orgullosos y una consecuencia del pecado original en la antigüedad que en vez de liberar, oprime; de modo que el existencialismo de Chestov es más bien espiritual que antropocéntrico y subjetivo.
Shestov estuvo en el centro del debate filosófico desde su llegada a Francia hacia 1920 y mantuvo conversaciones con algunos de los más importantes filósofos europeos de la época, como Edmund Husserl, Martin Buber (con quien discute a raíz de una conversación sobre Hitler), Karl Jaspers (con quien mantiene una polémica en torno a Nietzsche) o Martin Heidegger, filósofo que conoce en 1928 en casa de Husserl y que fue invitado a la Sorbona a dar una conferencia por mediación de Shestov, como podemos leer en la correspondencia que ambos mantuvieron. Shestov intentó dar a conocer a Heidegger en Francia, como había hecho con el maestro Husserl antes. Es Shestov quien escribe sobre él por primera vez para el público francés y quien lo invita a dar unas conferencias en Francia. Shestov conoció a Heidegger a través de Edmund Husserl quien le recomendó que lo leyera (Shestov aun no lo había leído, al igual que a Kierkegaard). Según Husserl, Shestov debía leer a Kierkegaard y a Heidegger, porque para él uno no era más que el continuador de la filosofía del otro. Todos estos testimonios han llegado a nosotros sobre todo a raíz del único discípulo que tuvo Shestov, Benjamin Fondane y su libro Rencontres avec Léon Chestov. Además la relación de Shestov con Husserl y Heidegger es importante porque a raíz de una conversación entre los dos primeros le sobrevinieron las ideas a Heidegger para escribir su famoso texto ¿Qué es la metafísica?, fuertemente inspirado por las ideas que escuchó en aquella conversación. Puede leerse con más detalle lo sucedido en sus reuniones en la biografía de Lev Shestov que se publicó en los años 1990 en Francia por parte de su hija.
Savater señala que para Shestov "el ser humano habita en este mundo como un prisionero de la necesidad y lo irremediable, sometido a la injusticia, al aplastamiento de los más débiles y finalmente a la fatalidad de la muerte..." y que aspira a una libertad que, aún desconocida, se encuentra en la divinidad, en la posibilidad de una espiritualidad donde todo es posible. Para Shestov su rival intelectual, su 'bestia negra' es Spinoza y sus aliados Plotino, Lutero, Pascal y Dostoievski
La forma de filosofar de Shestov tendría repercusión e influencias en algunos pensadores del siglo XX como por ejemplo Albert Camus o Emil Cioran, quien reconoció que Shestov le había dejado una honda huella. Como relata Sanda Stolojan en el prefacio de la edición antológica de De lágrimas y de santos de Emil Cioran: "En sus conversaciones con Chestov, Benjamin Fondane cita unas palabras de Chestov, según las cuales la mejor manera de filosofar consiste en 'seguir a solas el propio camino', sin utilizar como guía a otro filósofo, o, mejor aún, en hablar de sí mismo. Fondane añade: 'el tipo del nuevo filósofo es el pensador privado, Job sentado sobre un estercolero'. Cioran pertenece a esa raza de pensadores".
Lev Shestov influyó en algunos pensadores del siglo XX, que así lo han reconocido, como Sartre, Camus, Heidegger, Levinas, Bataille, Blanchot, Deleuze, Cioran, Ionesco y Jankélévitch, entre otros.

### Simone de Beauvoir
Fue una escritora, profesora y filósofa francesa defensora de los derechos humanos y feminista. Escribió novelas, ensayos, biografías y monográficos sobre temas políticos, sociales y filosóficos. Su pensamiento se enmarca en la corriente filosófica del existencialismo y su obra El segundo sexo, se considera fundamental en la historia del feminismo. Fue pareja del también filósofo Jean-Paul Sartre.

### Sorin Cerin
Representante de la corriente existencialista que él reconfigura en el nivel actual, convirtiéndose en quien continúa dicho movimiento en el siglo XXI, cuando se pensaba que estaba agotado.El existencialismo es la doctrina que satisface el espíritu de libertad y de acción de Cerin, pero también el ardor ideacional o cierto pragmatismo aventurero, un sentimiento trágico de la vida, así como la idea de lo absurdo, que se encuentra no sólo en existencialistas como Søren Kierkegaard, Edmund Husserl, Martin Heidegger, Jean-Paul Sartre, Albert Camus, Simone de Beauvoir, Maurice Merleau-Ponty y otros, autores con los que se compara la obra de Sorin Cerin, pero también con escritores en cuya obra hay un existencialismo avant la lettre, como Fyodor Dostoyevsky, Miguel de Unamuno, Franz Kafka, etc. cuyas influencias están presentes en su creación.Otros consideran que el existencialismo de Cerin se combina con la fenomenología, el racionalismo y el trascendentalismo, y todo esto pertenece a un idealismo adaptable a una doctrina de la autolibertad, que trasciende incluso más allá del libre albedrío, tanto en el sentido de restricciones como de indeterminismo, encuadrando la obra de Cerin en el marco de la historia de la cultura universal. junto a nombres como Sócrates, Arthur Schopenhauer, Friedrich Nietzsche, Francois de La Rochefoucauld y otros.

## Pensadores próximos
Otros destacados pensadores adscribibles al existencialismo, en mayor o menor grado, serían: Miguel de Unamuno, Edith Stein, Nicola Abbagnano, Nikolai Berdyaev, Albert Camus, Peter Wessel Zapffe, Karl Jaspers, Max Scheler, Simone Weil, Viktor Frankl (El hombre en busca de sentido), Paulo Freire y Emmanuel Mounier.
Hans Jonas afirma que la esencia del existencialismo es un dualismo encubierto; una separación profunda entre mundo y naturaleza, separación que genera en el hombre un desgarro cosmológico y existencial.
El barcelonés Alfredo Rubio de Castarlenas propuso en 1980 el realismo existencial (22 Historias clínicas de realismo existencial, Ed. Edimurtra 1980), que propone la sorpresa de verse existiendo, pudiendo no haber existido, si cualquier cosa anterior a nosotros de las que incidieron en nuestro origen, hubiera sido distinta. Su visión bebe del existencialismo pero no se ancla en la angustia sino en la "alegre desangustia de haber podido no ser".

## El existencialismo y el arte
Algunos consideran que los conceptos desarrollados en la filosofía existencialista han sido fuertemente influidos por el arte. Novelas, obras de teatro, películas, cuentos y pinturas, sin que hayan sido catalogadas necesariamente como existencialistas, sugieren ser precursoras de sus postulados. He aquí algunos autores y obras representativas:
Las novelas, cuentos y relatos del escritor expresionista Franz Kafka, como El proceso, El castillo, La metamorfosis; en las cuales los protagonistas se enfrentan a situaciones absurdas, extremas, carentes de explicación, aunque haya respuestas, a las que nunca tienen acceso, al modo de los encausados por la inquisición a las acusaciones que originaron el proceso.
Rainer Maria Rilke escribió poesía y novelas que influyeron directamente sobre los existencialistas. Sus Cartas a un joven poeta y su novela Los cuadernos de Malte Laurids Brigge influyeron sobre La náusea de Sartre, y Heidegger escribió un largo ensayo sobre uno de sus poemas. Muchos de los motivos existencialistas se encuentran en Los cuadernos de Malte Laurids Brigge: la búsqueda de una existencia auténtica y el enfrentamiento con la muerte, entre otros.
La obra del escritor portugués Fernando Pessoa, en particular El marinero y El libro del desasosiego.
Obras de autores franceses como La náusea, de Sartre; La peste, de Camus; Viaje al fin de la noche, de Cèline; Para acabar con el juicio de Dios, de Antonin Artaud y la poesía y dramaturgia de Jean Genet. También se habla de existencialistas cristianos como el novelista inglés Graham Greene o el novelista español José Luis Castillo Puche.
Una de las novelas más conocidas de Hermann Hesse: El lobo estepario, plantea una situación en la que el protagonista, Harry Haller, se encuentra sumido en un profundo dilema sobre su identidad. Hay dos almas viviendo en su pecho, un lobo y un hombre, que representan la virtud y la humanidad, en contraste con la satisfacción salvaje de los instintos y una profunda misantropía. A inicios del siglo XX la obra del escritor japonés Ryūnosuke Akutagawa presenta elementos de esta corriente.
Las películas del cineasta sueco Ingmar Bergman, como El séptimo sello, Gritos y susurros y Fanny y Alexander, o las del ruso Andrey Tarkovsky en casi toda su obra (por ejemplo Solaris basada en el libro de Stanisław Lem usa como pretexto a la ciencia ficción para dar lugar a reflexiones existencialistas) o en El espejo y especialmente en su última obra: El sacrificio (o Sacrificio).